# Uchu Nippon Setagaya
Uchu Nippon Setagaya (宇宙 日本 世田谷, Uchu Nippon Setagaya) é o último álbum de estúdio pela banda Japonesa Fishmans. Foi lançado através da Polydor em 24 de julho de 1997. O álbum atingiu a 121.ª posição na chart da Oricon.

## Recepção crítica
A revista snoozer declarou este álbum como o 18.º melhor álbum de 1997. Soichiro Tanaka apontou que "Embora seja um trabalho que partiu de um ponto pessoal, ele demonstra uma expansão universal". E complementou dizendo que "esse álbum é o cúmulo de uma metodologia que foi aprimorada com o passar do tempo".

## Lista de faixas
| N.º            | Título                     | Duração |  |
| 1.             | "POKKA POKKA"              | 4:04    |  |
| 2.             | "WEATHER REPORT"           | 8:42    |  |
| 3.             | "うしろ姿"                 | 5:13    |  |
| 4.             | "IN THE FLIGHT"            | 5:36    |  |
| 5.             | "MAGIC LOVE"               | 4:58    |  |
| 6.             | "バックビートにのっかって" | 8:26    |  |
| 7.             | "WALKING IN THE RHYTHM"    | 12:56   |  |
| 8.             | "DAYDREAM"                 | 8:37    |  |
| Duração total: | Duração total:             | 58:37   |  |

## Membros
Fishmans
- Shinji Sato - vocal, guitarra
- Yuzuru Kashiwabara - baixo, refrão
- Motegi Kinichi - bateria, refrão

Músicos adicionais
- Honzi - teclado, violino, refrão, melódica, piano de brinquedo, bandolim
- Michio "Darts" Sekiguchi - guitarra
- Shinya Kogure - refrão ("Walking in the Rhythm")
- Reck - guitarra ("Weather Report")[5]

Equipe técnica
- ZAK - programação
- Yuka Koizumi – masterização

## Paradas
| Chart (2016) | Maior posição |
| ------------ | ------------- |
| Oricon Chart | 121           |